# Yukarıburnaz, Erzin
Yukarıburnaz là một xã thuộc huyện Erzin, tỉnh Hatay, Thổ Nhĩ Kỳ. Dân số thời điểm năm 2011 là 592 người.